# Mario Boljat
Mario Boljat (Spalato, 31 agosto 1951 – Spalato, 1º gennaio 2024) è stato un calciatore jugoslavo, di ruolo difensore.

## Carriera

### Club
Cresciuto nelle giovanili dell'Hajduk Spalato, esordì in prima squadra nella stagione 1969-70. Nella squadra spalatina militò per 10 stagioni, vincendo nove trofei: quattro Campionati jugoslavi e cinque Coppe di Jugoslavia.
Dopo una stagione nelle file dello Schalke 04 si ritirò dal calcio giocato a soli 28 anni.

### Nazionale
Fece il suo debutto con la nazionale jugoslava il 13 novembre 1977 nella partita contro la Romania giocatasi a Bucarest. La sua ultima partita con la nazionale fu contro l'Italia a Roma il 18 maggio 1978.
Indossò la maglia della nazionale per un totale di cinque partite.

## Statistiche

### Cronologia presenze e reti in nazionale
| Cronologia completa delle presenze e delle reti in nazionale ― Jugoslavia | Cronologia completa delle presenze e delle reti in nazionale ― Jugoslavia | Cronologia completa delle presenze e delle reti in nazionale ― Jugoslavia | Cronologia completa delle presenze e delle reti in nazionale ― Jugoslavia | Cronologia completa delle presenze e delle reti in nazionale ― Jugoslavia | Cronologia completa delle presenze e delle reti in nazionale ― Jugoslavia | Cronologia completa delle presenze e delle reti in nazionale ― Jugoslavia | Cronologia completa delle presenze e delle reti in nazionale ― Jugoslavia |
| Data                                                                      | Città                                                                     | In casa                                                                   | Risultato                                                                 | Ospiti                                                                    | Competizione                                                              | Reti                                                                      | Note                                                                      |
| ------------------------------------------------------------------------- | ------------------------------------------------------------------------- | ------------------------------------------------------------------------- | ------------------------------------------------------------------------- | ------------------------------------------------------------------------- | ------------------------------------------------------------------------- | ------------------------------------------------------------------------- | ------------------------------------------------------------------------- |
| 13-11-1977                                                                | Bucarest                                                                  | Romania                                                                   | 4 – 6                                                                     | Jugoslavia                                                                | Qual. Mondiali 1978                                                       | -                                                                         |                                                                           |
| 16-11-1977                                                                | Salonicco                                                                 | Grecia                                                                    | 0 – 0                                                                     | Jugoslavia                                                                | Coppa dei Balcani                                                         | -                                                                         |                                                                           |
| 30-11-1977                                                                | Belgrado                                                                  | Jugoslavia                                                                | 0 – 1                                                                     | Spagna                                                                    | Qual. Mondiali 1978                                                       | -                                                                         |                                                                           |
| 5-4-1978                                                                  | Teheran                                                                   | Iran                                                                      | 0 – 0                                                                     | Jugoslavia                                                                | Amichevole                                                                | -                                                                         | 75’                                                                       |
| 18-5-1978                                                                 | Roma                                                                      | Italia                                                                    | 0 – 0                                                                     | Jugoslavia                                                                | Amichevole                                                                | -                                                                         | 24’                                                                       |
| Totale                                                                    |                                                                           | Presenze                                                                  | 5                                                                         |                                                                           | Reti                                                                      | 0                                                                         |                                                                           |

## Palmarès

### Club
- Campionato jugoslavo: 4

Hajduk Spalato: 1970-1971, 1973-1974, 1974-1975, 1978-1979
- Coppa di Jugoslavia: 5

Hajduk Spalato: 1971-1972, 1973, 1974, 1975-1976, 1976-1977